# Kamienioryt

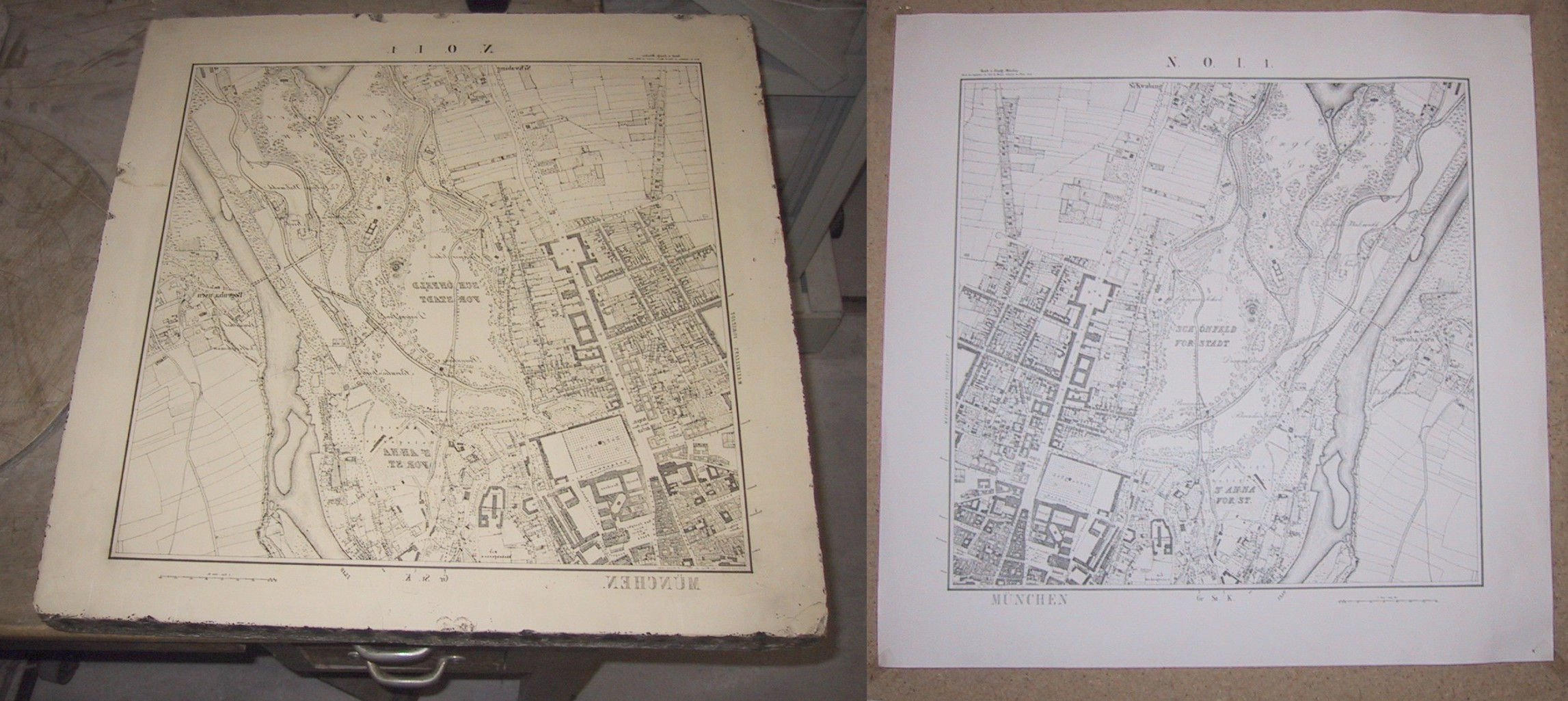
Kamień litograficzny i powstała z niego litografia

Kamienioryt – technika druku wklęsłego, gdzie formą drukową jest kamień litograficzny z wyrytym rysunkiem. Do kamieniorytu używane są specjalne twarde kamienie litograficzne. Technika ta stosowana była do produkcji papierów wartościowych i map.
Kamieniorytem nazywa się także technikę druku wypukłego stosowaną w Chinach na początku VII wieku n.e., za panowania dynastii Tang. Służyła ona do reprodukowania rysunków słynnych malarzy. Żłobione w miękkich i płaskich kamieniach linie na odbitce uwidaczniały się jako jasny rysunek na ciemnym tle. Kamienioryt był rozpowszechniony także w Japonii, gdzie osiągnął wysoki poziom techniczny i był popularny do końca XV wieku. Jest to jedna z najstarszych, obok drzeworytu, technik graficznych. Współcześnie obecna w ludowej twórczości Eskimosów.